# Chante-nous ça !
Pour plus de détails, voir Fiche technique et Distribution.
Chante-nous ça ! (Say It with Songs) est un film américain réalisé par Lloyd Bacon et sorti en 1929.

## Synopsis
Joe Lane (Al Jolson), animateur de radio et auteur-compositeur, apprend que le directeur du studio, Arthur Phillips (Kenneth Thomson), a fait des avances inappropriées à sa femme, Katherine (Marian Nixon). Exaspéré, Lane le provoque en combat et le tue accidentellement. Joe va en prison pendant quelques années. À sa libération, il rend visite à son fils, Little Pal (Davey Lee) à l'école. En suivant son père, Little Pal est renversé par un camion, provoquant la paralysie de ses jambes et la perte de sa voix. Joe demande de l'aide au Dr Robert Merrill (Holmes Herbert), un spécialiste amoureux de Katherine. Après avoir obtenu la promesse de Joe qu'il ramènera son fils à sa mère, Merrill soigne Little Pal et lui rend l'usage de ses jambes. Il retrouve ensuite sa voix lorsqu'il se réveille à l'écoute d'un enregistrement de son père

## Fiche technique
- Titre original : Say It with Songs
- Titre français : Chante-nous ça !
- Réalisation : Lloyd Bacon
- Scénario : Harvey Gates, Joseph Jackson, Darryl F. Zanuck
- Photographie : Lee Garmes
- Montage : Owen Marks
- Société de production : Warner Bros.
- Société de distribution : Warner Bros.
- Pays de production :  États-Unis
- Langue originale : anglais
- Format : noir et blanc — 35 mm — 1.37:1 — son monophonique — Vitaphone
- Genre : Drame, film musical
- Durée : 95 minutes
- Dates de sortie :
  - États-Unis : 6 août 1929
  - France : 30 octobre 1931

## Distribution
- Al Jolson : Joe Lane
- Davey Lee : Little Pal
- Marian Nixon : Katherine Lane
- Holmes Herbert : Dr Robert Merrill
- Kenneth Thomson : Arthur Phillips
- Fred Kohler : Fred, le compagnon de cellule de Joe
- Frank Campeau : Officier
- John Bowers : Dr Burnes, chirurgien
- Ernest Hilliard : employé de la radio
- Arthur Hoyt : M. Jones
- Claude Payton : Juge
- Flora Finch : experte beauté de la radion (non crédité)
- Buddy Smith (non crédité)

## Chansons
Toutes les chansons sont interprétées par Al Jolson.
- I'm in Seventh Heaven (Musique : Ray Henderson - Paroles : Buddy DeSylva et Lew Brown)
- Little Pal (Musique : Ray Henderson - Paroles : Buddy DeSylva et Lew Brown)
- Used to You (Musique : Ray Henderson - Paroles : Buddy DeSylva et Lew Brown)
- Why Can't You (Musique et paroles : Al Jolson, Buddy DeSylva, Lew Brown et Ray Henderson)
- Back in Your Own Backyard (Musique et paroles : Al Jolson, Billy Rose et Ray Henderson)
- I'm 'Ka-razy' for You (Musique et paroles : Al Jolson, Billy Rose et Dave Dreyer)
- Mem'ries of One Sweet Kiss (Musique et paroles : Al Jolson et Dave Dreyer)